# صدف چروک

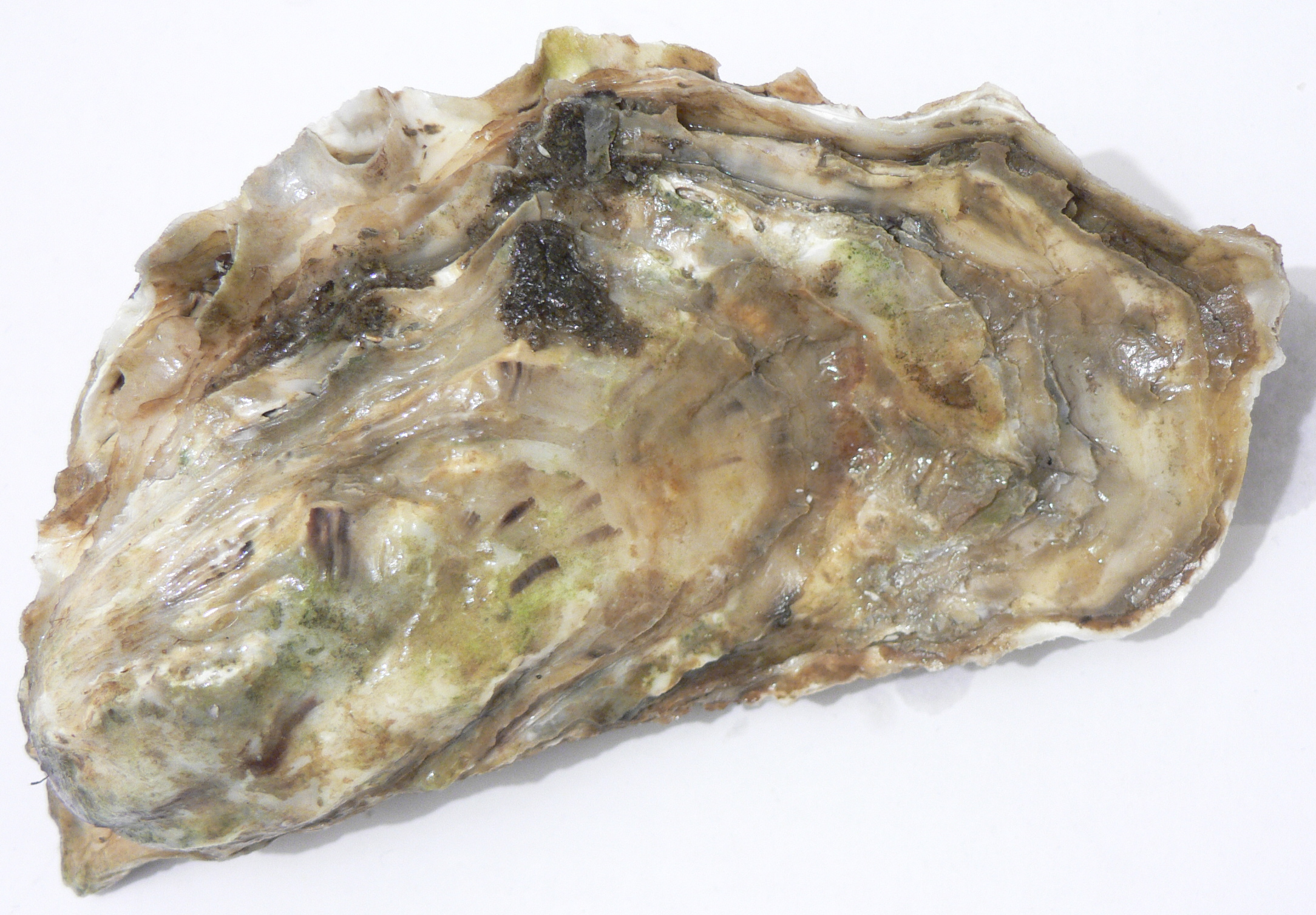
صدف ژاپنی، Marennes-Oléron

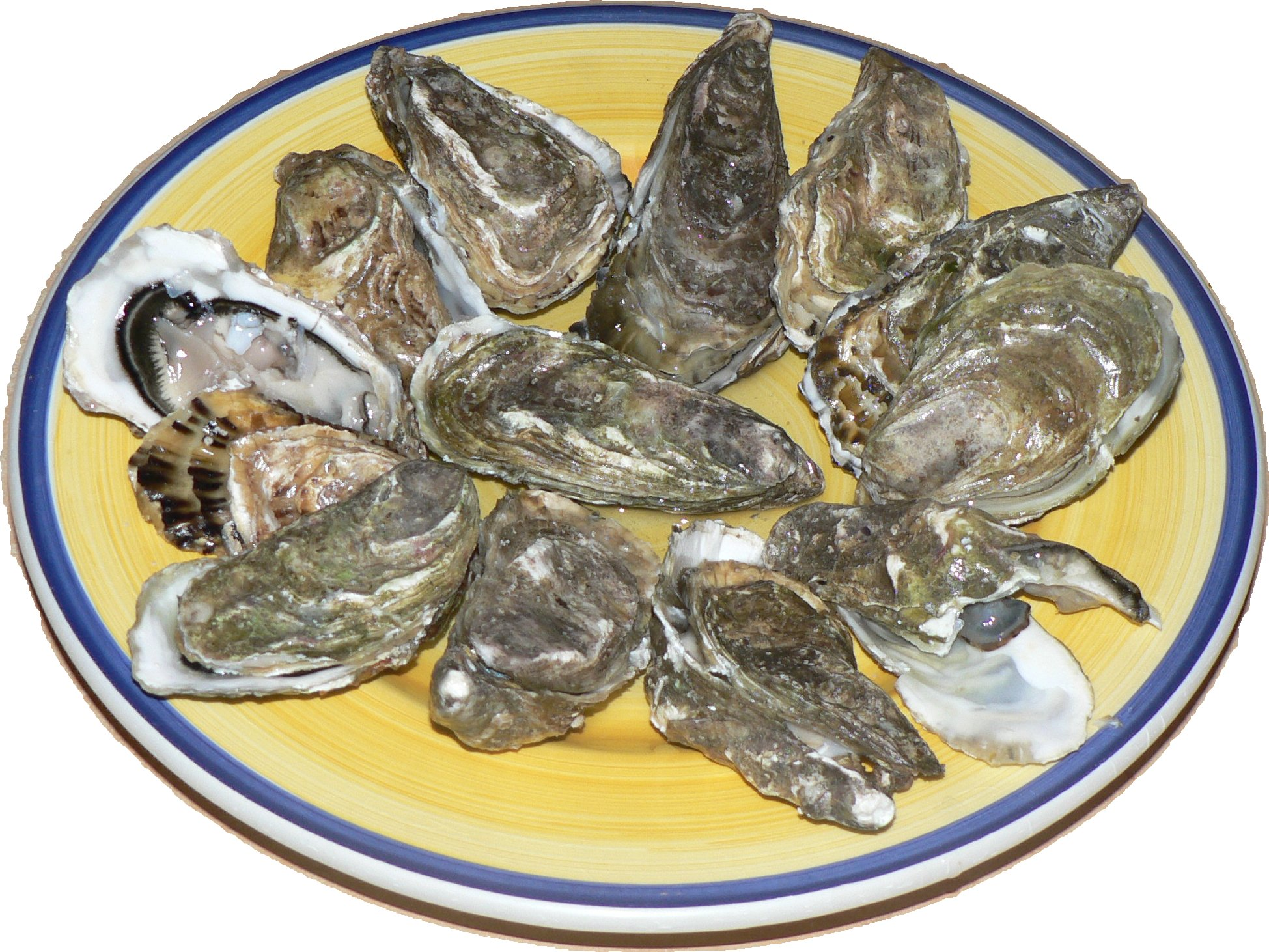

صَدَف چروک نامی است که برای گروهی از جانوران نرم‌تن دوکفه‌ای استفاده می‌شود. بیشتر صدف‌های خوراکی در دریاها و آب‌های شور زندگی می‌کنند.
این جانوران دو صدف سفت آهکی دارند که تن نرمشان را دربر گرفته‌است. آب‌شش‌های آن‌ها پلانکتون‌ها را از آب غربال می‌کند و ماهیچه‌های نزدیک‌کننده نیرومندی در تن آن‌ها برای بسته نگه داشتن کفه‌ها به‌کار می‌رود که همین قسمت ماهیچه‌ای را بعد از پختن مورد مصرف قرار می‌دهند.

## نگارخانه

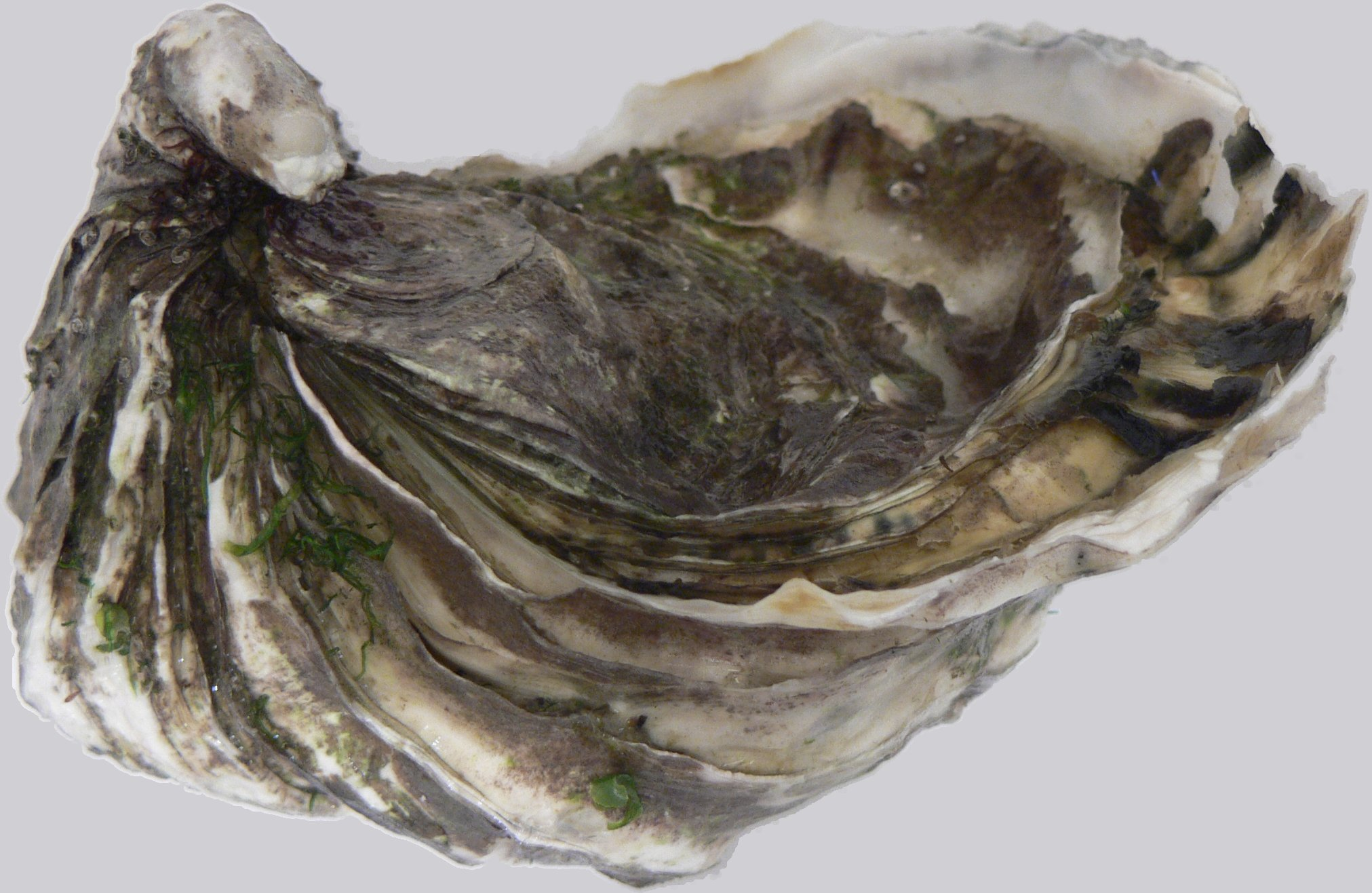
صدف ژاپنی
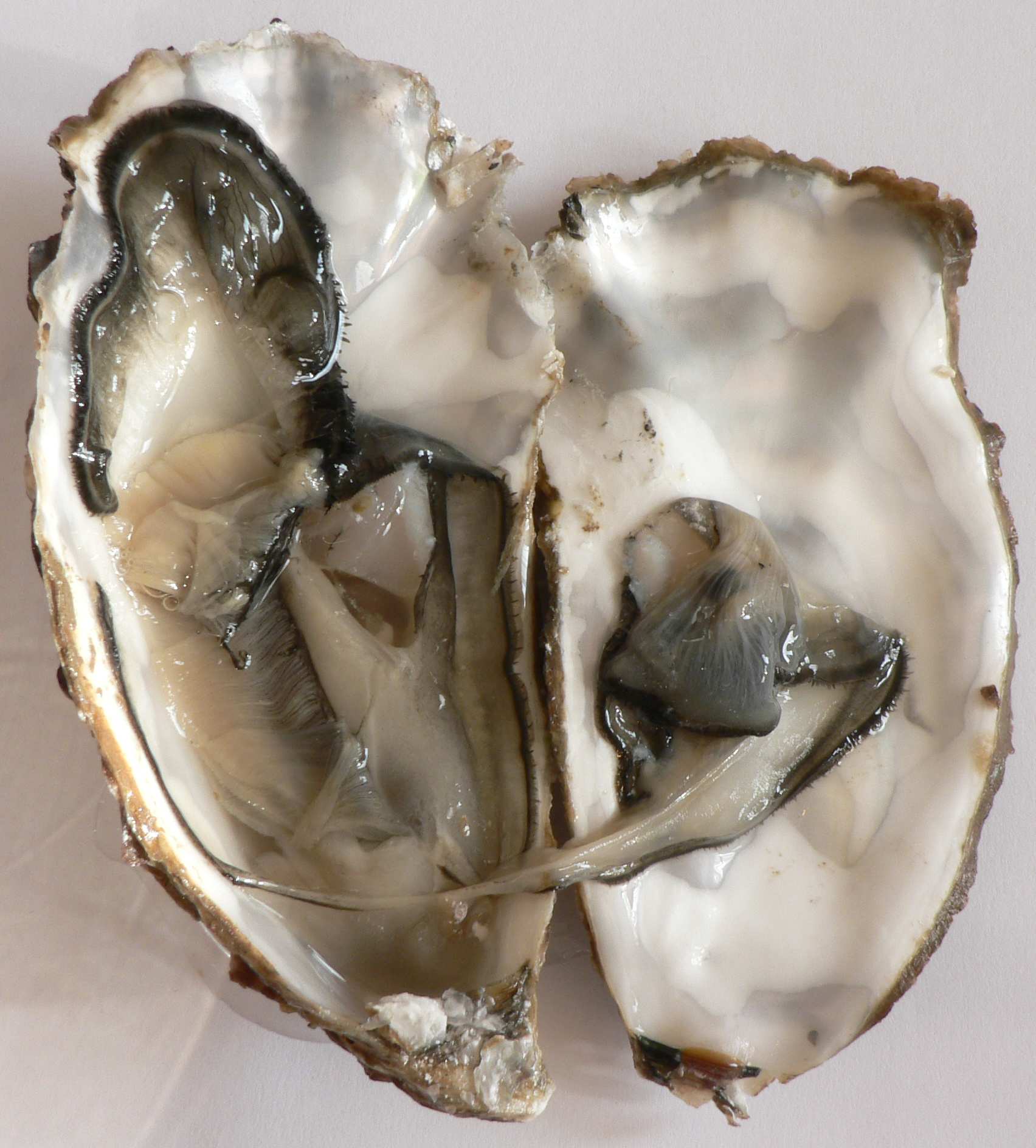
صدف ژاپنی